# Boeing X-37
L'X-37 è uno spazioplano sperimentale non pilotato sviluppato per la U.S. Space Force. Una volta posizionato in orbita è in grado di volare ed atterrare autonomamente. Il programma vede la partecipazione sia della Forza Spaziale statunitense, che di DARPA e NASA. Boeing è il primo contraente per lo sviluppo del velivolo.
Il 13 agosto del 2020, il team dello United States Department of the Air Force che ne gestisce operatività e sviluppo è stato insignito del Collier Trophy relativo all'anno 2019.

## Storia del progetto

### X-37
Il programma di dimostrazione tecnologica X-37, guidato dalla NASA, fu ideato per testare tecnologie chiave per il volo orbitale, nell'ambito della propulsione, della guida avanzata, della navigazione, dei sistemi di protezione termica, e dei nuovi materiali. Lo sviluppo doveva condurre alla realizzazione di un velivolo per operazioni orbitali prolungate fino a nove mesi, durante i quali poteva condurre missioni di riparazione o messa in orbita di satelliti, così come operazioni militari di interesse per l'aeronautica. Il design doveva servire da base per lo sviluppo di un nuovo spazioplano erede dello Space Shuttle, utilizzabile anche come modulo di salvataggio per la Stazione spaziale internazionale.
Originariamente ideato per essere lanciato dalla stiva dello Space Shuttle, in seguito al disastro del Columbia (avvenuto nel 2003), si decise che l'X-37 dovesse essere traghettato dal vettore Delta IV, soluzione più economica.

### X-37B (Orbital Test Vehicle)
Il 17 novembre del 2006 l'Air Force statunitense annunciò lo sviluppo del X-37B (derivato dal precedente programma della NASA, da allora ridenominato X-37A), denominato Orbital Test Vehicle (OTV).
Il progetto OTV gode di un piano di investimenti dell'agenzia DARPA (Dipartimento della Difesa degli Stati Uniti), della NASA, della Space Force, oltre che della Boeing. Lo sforzo per la costruzione di questo spazioplano viene supportato dall'Air Force Rapid Capabilities Office, con una partnership della NASA e del Air Force Research Laboratory, mentre la Boeing è il principale appaltatore del programma.
L'X-37B rappresenterà per l'USSF la piattaforma privilegiata per condurre test orbitali con cui sviluppare nuove tecnologie per la difesa americana, con potenziali applicazioni nel campo della ricognizione e della sorveglianza.

### Sviluppi futuri[2]
Risulterebbe essere allo studio una versione ingrandita dello spazioplano in grado di portare un equipaggio nello spazio fino alla Stazione spaziale internazionale; questa versione è al momento nota come X-37C.

## Impiego operativo
Il 22 aprile del 2010, alle ore 23:58 GMT, un veicolo ha effettuato, con successo, un primo volo in orbita bassa, denominato OTV-1, partendo dalla base dell'Air Force di Cape Canaveral, a bordo di un razzo Atlas V.
Sette mesi dopo il lancio il veicolo è rientrato autonomamente alla base aerea di Vandenberg, California (con la base di Edwards indicata come sito alternativo).
Un secondo velivolo di questa serie, è stato lanciato il 5 marzo 2011 dalla Cape Canaveral Air Force Station in Florida, per la missione denominata OTV-2, ed è atterrato sempre alla base di Vandenberg il 16 giugno 2012, dopo 468 giorni nello spazio.
Un ulteriore lancio è stato effettuato l'11 dicembre 2012 sempre dalla Cape Canaveral Air Force Station in Florida, senza alcun preavviso, alloggiato nell'ogiva di un vettore Atlas V. Dopo aver raggiunto, il 27 marzo 2014, i 469 giorni di volo spaziale senza equipaggio superando la durata della precedente missione, questo volo, denominato OTV-3, effettuato dal primo dei due esemplari di veicolo, è atterrato il 17 ottobre 2014 alla Vandenberg Air Force Base, dopo 674 giorni in orbita. Anche in questo caso non sono stati resi noti dettagli sulla missione e sui test effettuati, ma è stato comunicato che in generale hanno riguardato sistemi avanzati di guida, navigazione e controllo, sistemi di protezione termica, avionica di bordo, componenti resistenti alle alte temperature, sistemi di isolamento riusabili, componenti elettromeccaniche leggere di controllo del volo, e procedure automatiche per il volo orbitale, la fase di rientro in atmosfera e di atterraggio.
La quarta missione, denominata OTV-4, è partita dalla Cape Canaveral Air Force Station il 20 maggio 2015. Come sempre i dettagli degli scopi del volo e della strumentazione a bordo non sono totalmente pubblici, come non è stato reso pubblico quale dei due esemplari è stato utilizzato. Uno dei piccoli satelliti dimostrativi a bordo è il LightSail, destinato a sperimentare l'utilizzo di una vela, di 32 metri quadrati, che viene spinta dalla radiazione solare, per testare le tecnologie di apertura e posizionamento della vela, e di controllo della navigazione. È previsto anche il test di un nuovo modello di propulsione che sfrutta l'effetto Hall.
La missione si è conclusa il 7 maggio 2017, dopo 718 giorni, con un atterraggio autonomo al NASA Shuttle Landing Facility di Cape Canaveral.
Il 7 settembre 2017 dalla piattaforma 39A è avvenuto il lancio della quinta missione (OTV-5) che ha impiegato per la prima volta un razzo vettore Falcon 9 della SpaceX al posto dell'Atlas V.
Rientra sulla Terra il 27 ottobre 2019 al Kennedy Space Center Shuttle Landing Facility, dopo 780 giorni di orbita.
Il 17 maggio 2020 dalla piattaforma SLC-41 è avvenuto il lancio della sesta missione (OTV-6) a bordo di un razzo Atlas V. Il 12 novembre 2022, Boeing e la Space Force hanno confermato ufficialmente il rientro dell'X-37B, dopo un record di 908 giorni in orbita.
Nel novembre 2023 è stato annunciato che la settima missione (OTV-7) sarà lanciata nel dicembre 2023. Per la prima volta il lanciatore usato sarà un Falcon Heavy, più potente dell'Atlas V e del Falcon 9 usati in precedenza, che lascia supporre che in questa missione, sempre classificata, lo spazioplano verrà inserito in un'orbita più alta rispetto alla precedenti missioni. Il lancio era previsto per l'11 dicembre, tuttavia è stato rinviato al 29 dicembre a causa delle cattive condizioni meteorologiche e per un controllo ulteriore dei sistemi.
Il 7 marzo 2025 X37-B è rientrato sulla terra terminando la missione OTV-7 dopo 434 giorni di orbita 

## Cronologia delle missioni
| Volo  | Data di lancio   | Base di lancio | Veicolo nr. | Lanciatore   | Data di atterraggio | Sito di atterraggio | Durata     | COSPAR ID | Altra designazione | Esito    |
| ----- | ---------------- | -------------- | ----------- | ------------ | ------------------- | ------------------- | ---------- | --------- | ------------------ | -------- |
| OTV-1 | 22 aprile 2010   | Cape Canaveral | 1           | Atlas V 501  | 3 dicembre 2010     | Vandenberg          | 225 giorni | 2010-015A | USSF-212           | Riuscito |
| OTV-2 | 11 marzo 2011    | Cape Canaveral | 2           | Atlas V 501  | 16 giugno 2012      | Vandenberg          | 469 giorni | 2011-010A | USSF-226           | Riuscito |
| OTV-3 | 11 dicembre 2012 | Cape Canaveral | 1           | Atlas V 501  | 17 ottobre 2014     | Vandenberg          | 675 giorni | 2012-071A | USSF-240           | Riuscito |
| OTV-4 | 20 maggio 2015   | Cape Canaveral | 2           | Atlas V 501  | 7 maggio 2017       | Cape Canaveral      | 717 giorni | 2015-025A | USSF-261           | Riuscito |
| OTV-5 | 7 settembre 2017 | Cape Canaveral | 2           | Falcon 9     | 27 ottobre 2019     | Cape Canaveral      | 780 giorni | 2017-052A | USSF-277           | Riuscito |
| OTV-6 | 17 maggio 2020   | Cape Canaveral | 1           | Atlas V 501  | 12 novembre 2022    | Cape Canaveral      | 908 giorni | 2020-029A | USSF-299           | Riuscito |
| OTV-7 | 29 dicembre 2023 | Cape Canaveral | 2           | Falcon Heavy | 7 marzo 2025        | Cape Canaveral      | 434 giorni |           | USSF-52            |          |